# Patera de Shelikhova
Shelikhova Patera
Pour les articles homonymes, voir Shelikhova.
La patera de Shelikhova (désignation internationale : Shelikhova Patera) est une patera située sur Vénus dans le quadrangle d'Hurston. Elle a été nommée en référence à Natalia Shelikhova, exploratrice russe de l'Alaska (env. 1750-env. 1800).